# Martell (Cognac)
Martell gilt als einer der ältesten Cognac-Hersteller. Das Unternehmen wurde 1715 von Jean Martell (1694–1753) gegründet und ist als Teil von Martell Mumm Perrier-Jouët im Besitz des Konzerns Pernod-Ricard.

## Geschichte

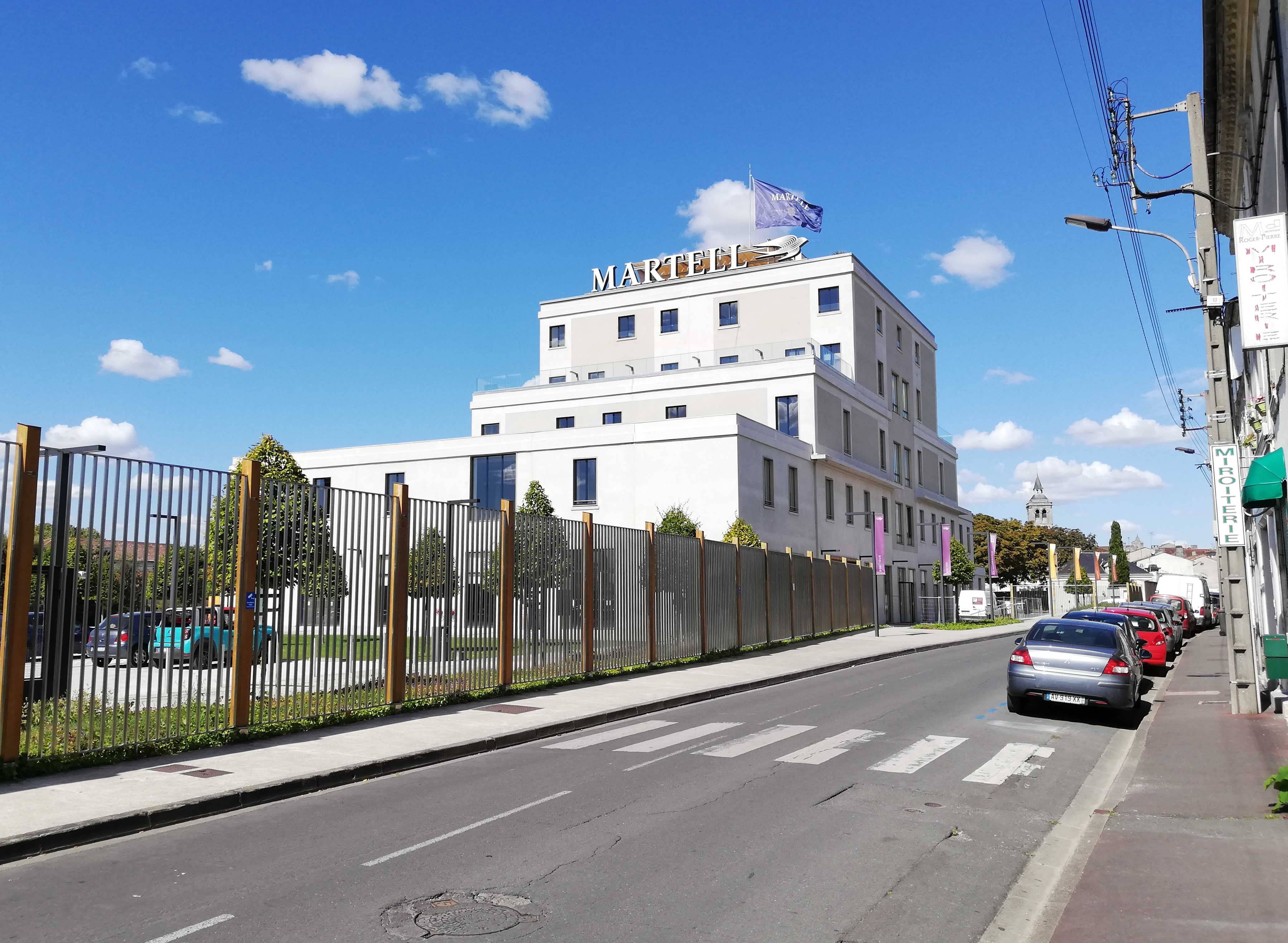
Unternehmenssitz in Cognac

Der junge Händler Jean Martell, der ursprünglich aus Jersey stammte, begann 1715 seine Tätigkeit als Cognac-Händler am Ufer der Charente und gründete so eines der ersten Cognac-Häuser. Nach seinem Tod im Jahr 1753 führten zunächst seine Witwe, dann seine zwei Söhne und schließlich die Enkel den Handel fort und bauten das Exportgeschäft des Unternehmens aus. 1814 wurde Martell zur beliebtesten Cognac-Marke in England.
1831 erschien Martells erster V.S.O.P.-Cognac und das Unternehmen forcierte seine internationale Expansion immer stärker. Martell exportierte nach Japan und andere asiatische Märkte wie Indonesien, Vietnam, Malaysia sowie Korea.
1912 erschien erstmals der Martell Cordon Bleu.
1936 wurde Martell an Bord der Queen Mary gereicht und 1977 auch auf der Concorde.
1987 übernahm die Seagram-Gruppe das französische Unternehmen für 1,2 Mrd. USD. Mit der Übernahme einiger Spirituosen der Seagram-Gruppe im Jahr 2001 gehört Martell zur französischen Spirituosen-Gruppe Pernod Ricard.
Zu Beginn des 21. Jahrhunderts kreierte Martell einige neue Cognacs: Martell XO im Jahr 2005, sowie Martell Création Grand Extra im Jahr 2007, in einer Flasche die vom Künstler und Glasdesigner Serge Mansau entworfen wurde. 2009 brachte Martell den Cognac L'Or de Jean Martell auf den Markt. 2011 erweiterte Martell sein Sortiment um den Cognac Martell Chanteloup Perspective, einem Tribut an das Können des Kellermeisters und die Region Chanteloup.
2006 trat Martell dem Comité Colbert bei, einer Vereinigung, die die Bekanntheit französischer Luxusprodukte auf internationaler Ebene fördert.
2010 erneuerte Martell seine 2007 begonnene Partnerschaft mit dem Schloss Versailles, indem es sich finanziell an der Renovierung des Vorzimmers der Königin beteiligte.
Im Jahr 2012 feierte der Martell Cordon Bleu, der erstmals 1912 von Edouard Martell im Hôtel de Paris in Monaco präsentiert worden war, am gleichen Ort seinen 100. Geburtstag.

## Wissenswertes

### Les Borderies
Das Terroir in der Region Les Borderies erzeugt einen Cru, der aufgrund seiner Seltenheit und der Qualität des aus ihm produzierten Eau de vie als bester Cognac der Region gehandelt wird. Jean Martell war bereits zur Zeit der Gründung seines Cognac-Hauses an der Region Les Borderies interessiert. Die Traubensorte Ugni Blanc verleiht dem Cognac ein aromatisches Bouquet, das sich durch einen fruchtigen Geschmack mit süßer würziger Note auszeichnet.

### Destillation
Martell hat sein eigenes Destillationsverfahren entwickelt, bei dem das Unternehmen die traditionelle kupferne Charentais-Brennblase verwendet. Die in der Destillerie verwendeten Techniken, reichen bereits in die Zeit von Jean Martell zurück.

### Reifung
Für die abschließende Reifung wählte Martell feinkörnige Eichenfässer. Am Ende der Reifung werden aus dem Eau de vie unter der strengen Kontrolle des Kellermeisters Proben entnommen und für das Blending des Cognacs vorbereitet.

## Produkte
Martell wählt Crus aus der Region Cognac: Les Borderies, Grande Champagne, Petite Champagne und Fins Bois.

### Martell VS
Vor über 150 Jahren [genaues Datum unklar] unter dem Namen „Trois Étoiles“ (Drei Sterne) kreiert. Martell VS (Very Special) eignet sich besonders gut als Longdrink oder für Cocktails.

### Martell VSOP
Der „Martell VSOP Médaillon“ (Very Superior Old Pale) ist ein Cuvée-Cognac aus altem Eau de vie aus den besten Crus der Region Cognac.

### Martell Noblige
Das alte Eau de vie, das für den „Martell Noblige“ verwendet wird, sorgt für den einzigartigen Geschmack. Dieser Cognac ist besonders fein und raffiniert.

### Martell Cordon Bleu
Der „Martell Cordon Bleu“ wurde 1912 von Edouard Martell kreiert. Ihn zeichnet der besondere Geschmack nach kandierten Früchten und Lebkuchen aus.

### Martell XO
Der „Martell XO“ ist ein Verschnitt aus Crus der Regionen Les Borderies und Grande Champagne. Seine Flasche ist bogenförmig.

### Martell Chanteloup Perspective
Der „Martell Chanteloup Perspective“ ist ein Elite-Cognac, ein Verschnitt aus unterschiedlichen Eau de vie, von denen manche viele Jahre in den Kellern von Chanteloup gealtert sind.

### Martell Création Grand Extra
Der „Martell Création Grand Extra“ ist ein Verschnitt aus Crus der Regionen Les Borderies und Grande Champagne.

### Martell Cohiba
Der „Martell Cohiba“ ist ein Verschnitt aus altem Eau de vie aus der Cognac-Region Grande Champagne. Ihn zeichnet ein charakteristisches Bouquet nach getrockneten Blumen aus.

### L’or De Jean Martell
Der „L’Or de Jean Martell“ ist ein Verschnitt aus Crus der Regionen Les Borderies und Grande Champagne. In diesem Cognac treffen mehr als hundert unterschiedliche Eau de vie aufeinander, von denen einige über hundert Jahre alt sind.